# Coelioxys florea
Coelioxys florea är en biart som beskrevs av Wu 2006. Coelioxys florea ingår i släktet kägelbin, och familjen buksamlarbin. Inga underarter finns listade i Catalogue of Life.